# Kaitai Shinsho

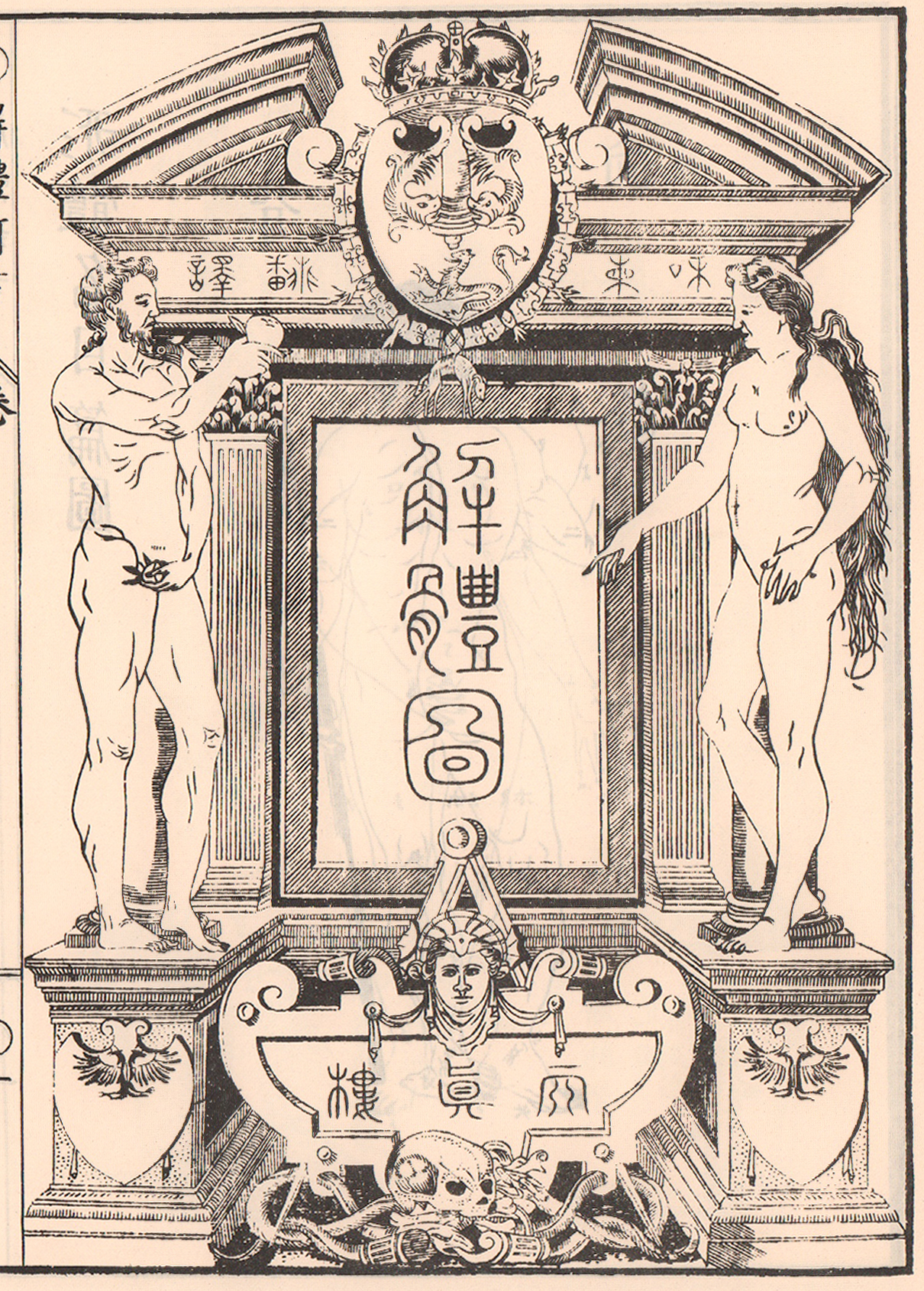
Kaitai Shinsho, Frontispiz

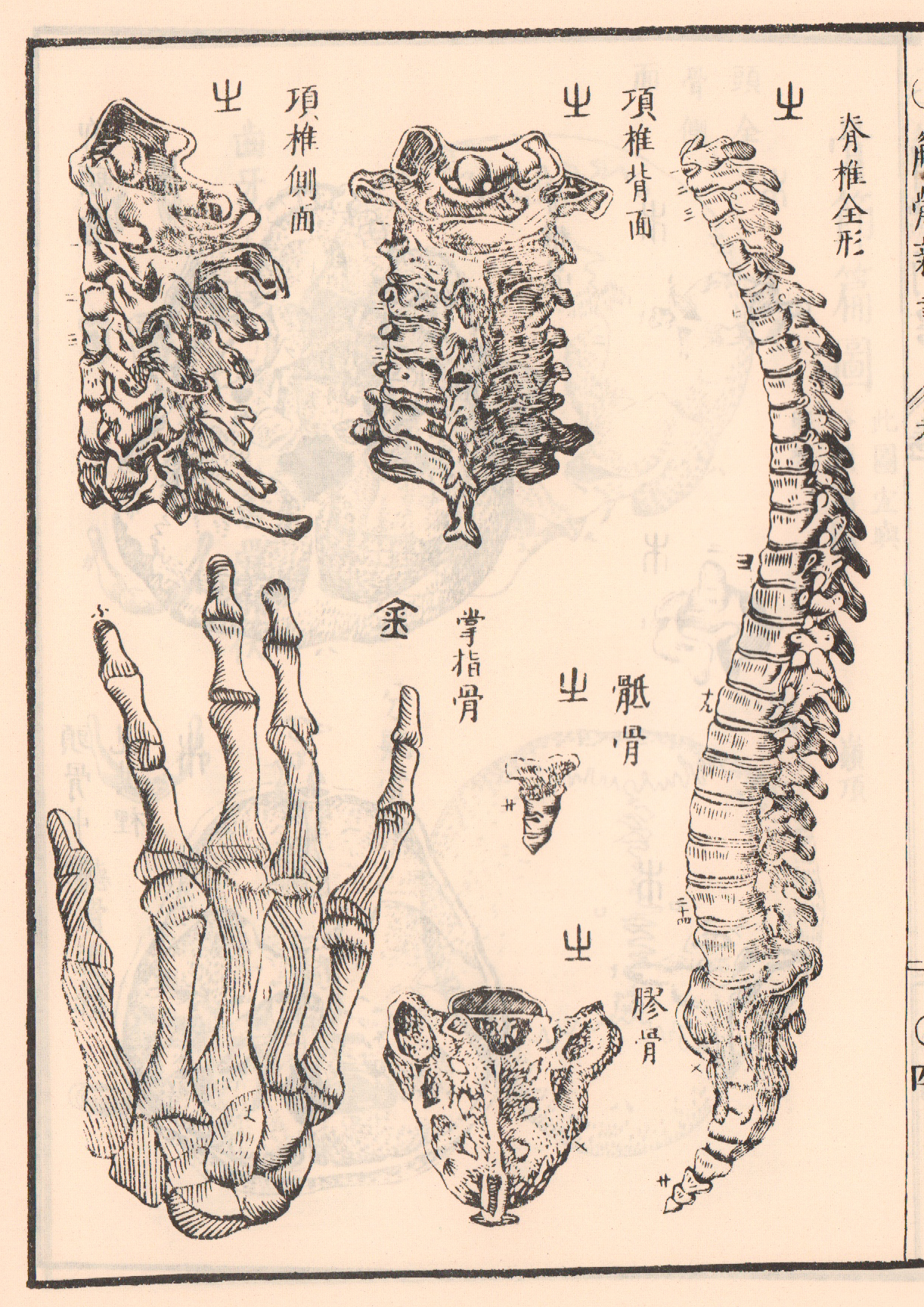
Aus Caspar Bartholins Werk übernommene Abbildung

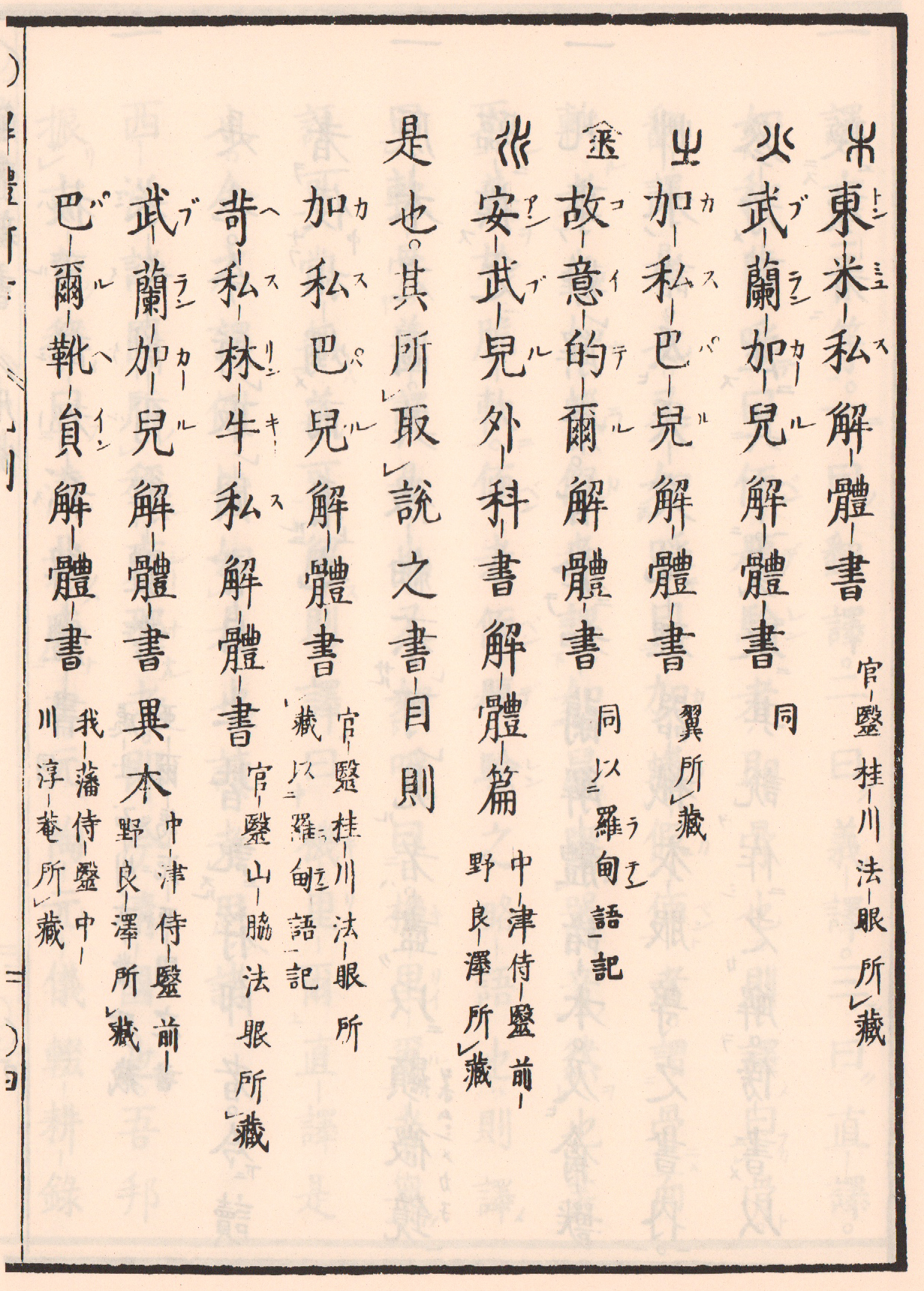
Kaitai Shinsho, Liste der verwendeten Literatur

Kaitai Shinsho (jap. 解体新書, wörtl. „Neues Buch der Anatomie“) ist die berühmteste Übersetzung in der frühneuzeitlichen japanischen Medizin. Das 1774 gedruckte Buch markiert einen wissenschaftsgeschichtlichen Wendepunkt.

## Hintergrund
Im Zuge des seit der zweiten Hälfte des 17. Jh. in Japan aufkeimenden Interesses an der Anatomie kam es 1754 zur ersten Autopsie einer Leiche durch Yamawaki Tōyō, auf die weitere Sektionen folgten, die den Blick auf westliche Anatomiebücher lenkten.
Eine Gruppe ambitionierter, an westlicher Medizin interessierter Ärzte in Edo, darunter Sugita Genpaku, Maeno Ryōtaku, Nakagawa Jun’an und Ishikawa Genjō, studierten die niederländische Ausgabe der Anatomische Tabellen des Johann Adam Kulmus. Laut Sugita hatten zwei Amtsärzte der Regierung, Okada Yōsen (岡田養仙) und Fujimoto Rissen (藤本立泉), wiederholt bei Sektionen einen Blick ins Körperinnere geworfen und erklärt, dass die Abweichungen von den Bildern chinesischer Werke wohl auf einem unterschiedlichen Körperbau von Chinesen und Europäern beruhen würden. Nach allerlei Debatten entschloss man sich, einen eigenen Blick ins Innere einer Leiche zu werfen. Dafür zogen sie 1771 zum Hinrichtungsplatz Kozukappara im Norden von Edo. Ein alter Mann aus der Schicht der Beschmutzten, der das schon öfter getan hatte, sezierte die Leiche einer Frau namens „Grüntee-Alte“ (Aocha-baba) und holte diverse Organe heraus. Die Übereinstimmung der Bilder ihre niederländischen Buches mit dem, was ihnen gezeigt wurde, beeindruckte sie zutiefst. Zugleich war alles anders als das, was man in chinesischen Werken hierzu geschrieben hatte. Anschließend sahen sie sich noch einige Knochen an, die auf dem Exekutionsplatz herumlagen. Auch deren Form stimmte mit den Abbildungen ihres Buches völlig überein. Noch auf dem Rückweg beschlossen sie, den Text gemeinsam zu übersetzen.
Allerdings fehlten ihnen die hierzu notwendigen sprachlichen Fertigkeiten. Der einzige, der ein kleines Glossar sowie Pierre Marins niederländisch-französisches Wörterbuch besaß, und einige Erfahrungen in der Erschließung niederländischer Sätze vorweisen konnte, war Maeno Ryōtaku. Laut Sugita traf sich die Gruppe sechs-, siebenmal im Monat. Jedes Wort musste mühsam erschlossen werden, was zuweilen Tage dauerte. Weitere Interessenten stießen hinzu. So mancher hatte aber eigene Ziele und verließ den Kreis wieder. Zudem gab es große Unterschiede hinsichtlich der Sprachkenntnisse und des Engagements. Letztlich war es Maeno, der den größten Teil der Übersetzung übernahm. Seine japanische Version wurde von Sugita in die chinesische Schriftsprache (Kanbun) transponiert.
1773 war ein Text entstanden, der elf Mal umgeschrieben worden war. Sugita gesteht zwar in seinen Memoiren, dass der Text ohne Maeno nicht zustande gekommen wäre, doch griff er im Laufe der Zeit immer stärker in die Redaktion ein und schrieb der Verständlichkeit zuliebe „bald hier, bald dort“ die Übersetzung um. Zu dieser Zeit zog sich Maeno plötzlich aus dem Projekt zurück. Sugitas bleibt in dieser Angelegenheit in seinen Memoiren ziemlich wortkarg. Soweit die Quellen das erkennen lassen, wollte Maeno den seiner Ansicht nach fehlerhaften Text weiter bearbeiten. Sugita hingegen strebte eine möglichst schnelle Publikation an und setzte sich über diese Bedenken hinweg.
Um den Markt und auch um die Reaktion der Behörden zu testen, die unliebsame Publikationen zu verbieten pflegten, ließen Sugita und Nakagawa eine fünfseitige Vorankündigung „Kurzabbildungen der Anatomie“ (Kaitai Yakuzu 解体約図) drucken. Der gelehrte Hofarzt Katsuragawa Hoshū trug wahrscheinlich sehr zur Beseitigung möglicher Hindernisse bei, indem er über seinen ehrwürdigen Vater ein Exemplar dem Shōgun überreichen ließ. Weitere Exemplare gingen an die Reichsräte und an einflussreiche Persönlichkeiten am Hofe des Tennō in Kyōto.
Die Zensur schritt nicht ein, und 1774 erschien bei dem renommierten Verleger Suharaya Ichibē (須原屋 市兵衛) das „Neue Buch der Anatomie“ (Kaitai Shinsho). Als Übersetzer wird Sugita Genpaku genannt. Nakagawa Jun’an, Ishikawa Genjō und Katsuragawa Hoshū folgen in feiner Abstufung als Überprüfer und Mentor. Maenos Name erscheint lediglich in einer Widmung von Yoshio Kōsaku, dem in der Medizin der Europäer ebenso wie in der niederländischen Sprache wohl kundigsten Dolmetscher seiner Zeit.

## Zur Werkstruktur und den Quellen
Allgemein gilt das Kaitai Shinsho als Übersetzung der Ontleedkundige Tafelen (1731), doch ein Vergleich mit dem Originaltext zeigt, dass Maeno die Anmerkungen von Kulmus ausgelassen hatte, die den größten Teil des Buches ausmachen. Eine Reihe von Illustrationen stammen aus den Schriften von Thomas Bartholin, Steven Blankaart, Volcher Coiter, Jan Palfijn, Ambroise Paré und Govard Bidloo. Das Frontispiz wurde aus der Anatomie des Juan Valverde de Amusco (Antwerpen, 1566) übernommen. Dazu kommen diverse Hinzufügungen von Sugita, an einer Stelle gar die langatmige Korrektur eines Fehlers in Sugitas Vorankündigung.
Infolge der unzureichenden Sprachkenntnisse der Beteiligten und des mehrstufigen Übersetzungsprozessen war zudem ein Text entstanden, der sich zwar inhaltlich an den Unterlagen orientiert, strukturmäßig und in kleinen Details hingegen kaum als Übersetzung im modernen Sinne anzusehen ist.

## Übersetzung der Fachtermini
Grundlegende Bezeichnungen für Herz, Magen, Niere usw. waren bereits über die chinesische Medizin ins Land gekommen. Für Dinge, die man nicht kannte, musste man neue Termini schaffen. Hierfür standen drei Verfahren zur Wahl:
- Bei zusammengesetzten Namen wie ndl. slagader verknüpfte man die chinesischen Übersetzungen der Komponenten slag (dō) und ader (myaku) zu dōmyaku.
- In anderen Fällen schuf man völlig neue Namen, so z. B. für ndl. zenuw (Nerv) in Anlehnung an Vorstellungen der traditionellen Medizin die Prägung shinkei (von shinki, und keiraku, Meridian).
- Oft jedoch reichte das Verständnis der anatomischen Sachverhalte nicht aus und man transliterierte den niederländischen Namen in chinesischen Zeichen. Aus ndl. klier (Drüse) wurde so kiriru (機里爾), vet (Fett) zu hetto (荷都) usw.

Die Transliterationen der letztgenannten Gruppe hielten sich nicht lange. Sie wurden bald durch inhaltlich orientierte Neuprägungen ersetzt. Einige Termini der ersten und zweiten Gruppe gingen ins moderne Japanisch ein, manche wurden sogar im Chinesischen und Koreanischen gebräuchlich.

## Historische Bedeutung
Die Probleme der Übersetzung wie auch die unbefriedigende Qualität der Illustrationen war den Beteiligten schon zur Zeit der Publikation bewusst. Schon bald danach begann Ōtsuki Gentaku, ein Schüler Sugitas und Maenos, mit anderen eine Überarbeitung. Das 1795 abgeschlossene Manuskript wurde allerdings erst 1826 unter dem Titel „Revidiertes Neues Buch der Anatomie“ (Jūtei Kaitai Shinsho) gedruckt. Es enthält auch eine ausführliche Diskussion der Nomenklaturprobleme.
In jenen Jahren hatte das Studium der niederländischen Sprache und der Medizin große Fortschritte gemacht. 1805 publizierte Udagawa Shinsai (宇田川 榛齋) anhand der Schriften von Blankaart, Palfijn und Winslow den einflussreichen „Leitfaden der Medizin“ (Ihan Teikō 医範提綱) mit hochwertigen Kupferstichen und einer elaborierten Anatomie. Insofern schwand das Interesse am Kaitai Shinsho bald. Philipp Franz von Siebold, der einschlägige japanische Bücher sammelte, kannte dieses Werk offenbar nicht. Auch andere europäische Japanreisende nahmen davon keine Notiz. Erneutes Interesse weckte es erst in der Meiji-Zeit, als die Ärzte des Landes die Geschichte der Modernisierung ihrer Disziplin aufarbeiteten. Hierbei spielten die Memoiren Sugitas eine bedeutsame Rolle.
Dennoch, ungeachtet aller Schwächen kommt dem Kaitai Shinsho eine große historische Bedeutung zu. Im Gegensatz zum retrospektiv konzipierten „Buch der Organe“ (Zōshi 蔵志) des Yamawaki Tōyō und weitaus stärker noch als das eigene Beobachtungen betonende „Buch der Leichensektion“ (Kaishi-hen 解屍編) von Kawaguchi Shinnin (河口 信任) wendete sich Sugita Genpaku gegen die chinesische Anatomie. Das Kaitai Shinsho demonstrierte den von der Außenwelt weitgehend isolierten Medizinern des Landes, dass es möglich war, mit entsprechendem Einsatz auch ohne Hilfe der Europäer und Dolmetscher der Handelsniederlassung Dejima (Nagasaki) einen westlichen Fachtext nutzbar zu machen. Mit diesem Buch wurde Lesen und Übersetzen zu einem grundlegenden Mittel zur Modernisierung von Wissenschaft und Technik.

## Legendenbildung
Die Umstände der Entstehung des Kaitai Shinsho wurden erst durch die Memoiren von Sugita Genpaku bekannt. Sein im hohen Alter von 83 Jahren verfasstes Manuskript wurde durch seinen Schüler Ōtsuki Gentaku im Jahre 1815 überarbeitet, aber erst 1869 durch Fukuzawa Yukichi, einen der führenden Köpfe der Modernisierung, zu Druck gebracht. Anlässlich der ersten Versammlung der Japanischen Gesellschaft für Medizin (Nihon igakkai) im Jahre 1890 gab Fukuzawa eine erneute Ausgabe heraus, die er mit einem bewegenden Vorwort versah. Mit diesem Druck gewannen Sugita Genpaku und das „Neue Buch der Anatomie“ einen herausragenden Platz in der frühmodernen japanischen Medizingeschichte.
Wie der Titel „Beginn der Hollandkunde“ (Rangaku Koto Hajime 蘭学事始) anzeigt, ignoriert Sugita die mehr als hundert Jahre umspannenden vorangehenden Forschungen zur westlichen Medizin und anderen, über die niederländische Handelsniederlassung vermittelten Disziplinen und stellt sich und die Entstehung des Kaitai Shinsho an den Anfang einer historischen Wende. Sugitas Schilderung der qualvollen, zähen Übersetzungsarbeit erregte eine große Resonanz. Das von ihm gemalte Bild eines ruder- und steuerlosen Schiffes in der Mitte des Ozeans ohne Aussicht auf Hilfe bewegte nicht nur Fukuzawa zutiefst. Viele japanische Leser des 19. und frühen 20. Jahrhunderts suchten ja selbst auch unter ähnlich schwierigen Bedingungen westliche Wissenschaft und Technik zu erschließen. In Verbindung mit den Altersmemoiren Sugitas und deren Verbreitung durch Fukuzawa gewann das Kaitai Shinsho eine Symbolkraft, die seine eigentliche medizinhistorische Bedeutung weit überschreitet.
Der Titel ist heute so bekannt, dass man ihn in Kombination mit anderen Themenbereichen benutzt, um das betreffende Buch als „sezierend“ und bahnbrechend anzupreisen: Mokkōzō no Kaitai Shinsho („Kaitai Shinsho der Holzstrukturen“), Fukuon no Kaitai Shinsho („Kaitai Shinsho des Evangeliums“) usw.